# Населённые пункты Ботсваны
Для целей переписи населённые пункты Ботсваны (тсвана Mafelo aa nang le batho mo Botswana) делятся на следующие типы:
- (крупный) город (town /city) — все выделяются в отдельные переписные подокруга; по состоянию на 2011 год в Ботсване было два крупных города (city): Габороне, Франсистаун, и пять городов (town): Лобаце, Селеби-Пхикве, Орапа, Джваненг, Сова.
- деревня (village) — населённый пункт, обозначаемый как деревня племенной администрацией, администрацией округа или окружным советом. Обычно в деревне присутствует представитель вождя племени или аналогичное авторитетное лицо. Также для деревни характерно наличие тех или иных социальных сервисов, в частности школы, больницы или медицинского центра, полицейского участка, органов управления племени и др.
  - По данным переписи 2011 года в Ботсване насчитывается 492 деревни.
- поселение (locality) — для целей переписи: любое место, где живут люди, имеющее название и более-менее определённые границы, за исключением городов и деревень. Поселения могут ассоциироваться с той деревней, от которой они зависят по тем или иным параметрам (место разрешения споров, предоставление социальных сервисов и проч.), хотя административно это никак не зафиксировано.
- По данным переписи 2011 года в Ботсване насчитывается 7599 поселений.
- В рамках переписи выделяются следующие экологические типы поселений (после тире указано число поселений такого типа):
  - 0 — городской район (Urban Area) — 55
  - 1 — деревня (Village) — 143
  - 2 или 7 — поместье (Lands Area) — 2125 типа 2 и 57 типа 7
  - 3 или 8 — пастбище (Cattle Post) — 2777 типа 3 и 171 типа 8
  - 4 или 9 — собственная ферма (Freehold Farm) — 817 типа 4 и 266 типа 9
  - 5 — смесь поместья и пастбища (Mixture of Lands Area and Cattle Post), а также некоторые собственные фермы в округе Ганзи; — всего 634
  - 6 — лагерь (Camp) или другой тип поселения, не упомянутый выше; — 552.